# 親による子供の拉致
親による子供の拉致（おやによるこどものらち）とは、片方の親が子供を連れ去ることである。実子誘拐（じっしゆうかい）とも。

## 法的位置づけ

### 日本国内法
平成17年の最高裁の決定では、同居親の監護下にある子を別居中の非監護親が連れ去る行為は未成年者略取誘拐罪（刑法224条）に該当するとしている。本事例では、母親の監護下にある2歳の子を別居中の父親が有形力を用いて連れ去った略取行為について、違法性は阻却されない（＝違法である）と判断された。
また、法務大臣や法務省刑事局長、離婚後単独親権違憲訴訟での東京高裁の判決なども、子の連れ去りが未成年者略取誘拐罪を構成する場合があると認めている。
2022年2月3日には「正当な理由のない子どもの連れ去りは未成年者略取誘拐罪にあたる。これを現場に徹底する。」と警察庁が明言したことが共同養育支援議員連盟会長・衆議院議員の柴山昌彦により明らかにされた。
なお、刑法224条は親告罪だが誘拐は継続犯である。告訴期限は連れ去り日が起算日ではなく、被拐取者が解放されてから6ヶ月になる。「刑訴法235条1項にいう『犯人を知つた日』とは、犯罪行為終了後の日を指すものであり、告訴権者が犯罪の継続中に犯人を知つたとしても、その日を親告罪における告訴の起算日とすることはできない。」
さらに、離婚後単独親権違憲訴訟の高裁判決では「親が子を養育する関係は、親にとっても、子にとっても人格的な利益であり、親が離婚しても、その人格的な利益は失われるものではない。」と判示している。すなわち、子の連れ去りは親子双方の人格的利益の侵害であり、それによって当然に精神的苦痛を与え続けられた親または子がうつ病に追い込まれれば、傷害罪(刑法204条)に該当し得る。
民事上も、子の連れ去りは他方親の監護権(民法820条)と居所指定権(民法821条)の侵害であり、さらに協力義務(民法752条)違反になる。法務省民事局長は、協力義務(民法752条)は別居中の夫婦の子育てにも適用されうると認めている。他方親の同意の無い転校や幼稚園や保育園の入退園は、親権の共同行使(民法818条3項)違反になる。

### 国際法
子の連れ去りは、児童の権利に関する条約（子どもの権利条約）9条1項違反、その後の引き離しは7条1項、9条3項違反になる。
「国際的な子の奪取の民事上の側面に関する条約」（ハーグ条約）に日本は2013年（平成25年）、批准を決定し、国会で加盟が承認された。ヨーロッパ諸国では批准している国家が多い。アメリカ合衆国においても、片方の親が独断で子供を連れ去ると「誘拐」の刑事罪に問われる。このことに関連して、世界で外国人と結婚した日本人が子供と共に日本へ帰国し、外国人の配偶者から「誘拐」で訴えられ、国際手配される事例が存在する。例えば、山下美加は著書『私が誘拐犯になるまで。』（2010年、サンクチュアリパプリッシング）において、自身が誘拐犯として国際手配された体験を詳細に述べている。
国連加盟国のほとんどでは実子誘拐は子どもの福祉に反するとして規制されている。

## 子供に与える影響
連れ去られた子供は、「もう一方の親は死んだ」「もう自分を愛していない」と聞かされることが多く、名前や外見を変えられることもある。そのため、連れ去りは子供の精神に悪影響を及ぼす可能性がある（片親疎外・洗脳虐待/AC）。連れ去られたことによる精神的ダメージは目には見えにくいが、子供の心に生涯消えない傷を残すことがあるため、片親疎外（PA）は児童虐待とされる。
連れ去った後で23％の親が、子供への身体的虐待をしていたという調査がある。
別居親に関われないことにより起こる愛着障害が、離婚家庭の子が将来離婚しやすくなる負の連鎖の大きな要因である。

## 刑事罰
ハーグ条約では、国境を越えた連れ去りに対して、原則的に元の居住国に強制的に連れ戻す措置が取られる。南北アメリカ大陸諸国やヨーロッパ諸国では、親による子供の連れ去りを、felony（軽犯罪に当たらない犯罪）やserious criminal matter（重大な犯罪行為）であるとして、厳しい処罰の対象としている。ウイスコンシン州から子供を連れ去った日本人の母親のケースでは、25年の刑が求刑された。このケースは現在では司法取引により刑の執行猶予の状態となっている。日本の在外大使館は、在外邦人に対して注意を呼びかけている。
連れ去った親が、子供を他の親に会わせないのは、子供のことを考えるからではなく、怒りによる仕返しである場合が多い。「子供を連れ去り、子供と非監護親との接触を妨げ、子供の精神をコントロールして、子供の心から片親の存在を消し去ろうとする行為」は、最も悪質な児童虐待であると考えられている。

### 米国における有罪化の歴史
1932年に制定された連邦誘拐法は、リンドバーク法と呼ばれたが、片方の親が、他方の親から子供を奪う行為は、誘拐とされていなかった。
1970年代以前は、親による子供の誘拐は、多くの州で違法とされていなかった。その頃までは、親は、親権を持っていない州から子供を「合法的に」誘拐して、自分にとって望ましい親権を得ることができる別の州に移動することが可能であった。
1968年以前には、別居や離婚に際して、子供を連れ去った親には、親権が与えられるチャンスが際立って大きくなった。
法制度が州によって異なることに対処するために、1968年に「子どもの親権の扱いを統一する法律案（UCCJA）」が作成された。現在、ほとんどの州でUCCJAは成立している。連邦誘拐予防法（UKPA）は、1980年成立したが、UCCJAを国家全体で守るよう要求している。
Huntington博士は次のように述べた。「我々は、長い間、親が子供をどのように扱っても、それは全く問題がないと考えていた。我々は、長い時間をかけて次第に、親として許される行為と、児童虐待やネグレクトとを区別していった。子供に対する罪で親を告発することが可能なのかという議論を通じて、もし親が子供に対して犯罪を犯すのなら、児童虐待で告発することが可能である、いやしなければならないということを、我々は理解するに至ったのである。子供が持つすべての権利は、子供への非人間的な扱い、深刻なネグレクト、身体的・性的虐待などの状況において評価されなければならない。我々は、子供の連れ去りを、最も悪質な児童虐待であると評価しなければならない」。
1974年に成立した「連邦、児童虐待の予防と治療の法律 （CAPTA）」は、子供への非人間的な扱いを、次のように定義している。「子供の健康や福祉が障害されたり脅かされる環境の下で、子供の福祉に責任を負う人間が、18歳未満の子供に加える、身体的または精神的な傷害、性的虐待、ネグレクト、非人間的な扱い」。たいていの子供の連れ去りは、この定義にあてはまる。

## 古代の例
- ギリシア神話において、父アポロは、別の母キュレーネーが生きているのに、子アリスタイオスを地球に連れ去った[20]。